# The Crimson Idol
The Crimson Idol è un album degli W.A.S.P., pubblicato dalla Capitol Records nel 1992.
Il disco rappresenta il primo tentativo della band di cimentarsi con una rock opera, una vera e propria storia che viene narrata attraverso l'intreccio delle canzoni.

## La storia
La storia narrata nel disco ha per protagonista un giovane adolescente di nome Jonathan Aaron Steel. Figlio di William ed Elizabeth Steel, Jonathan vive fin dall'infanzia una vita triste e desolata in virtù del fatto che i suoi genitori lo considerano un fallimento, soprattutto se in rapporto al loro figlio primogenito, Michael, che sembra l'unico a dar loro soddisfazione. Se da un lato la madre si limita semplicemente ad ignorare l'esistenza di Jonathan, dall'altro il padre arriva quasi a detestarlo per quello che è: il figlio che non avrebbe mai voluto avere, un inutile peso da sorreggere. 
In tutta la famiglia, l'unica persona ad interessarsi ai problemi di Jonathan è suo fratello Michael, che ne diventa il confidente, il migliore amico, l'eroe. Nei momenti di solitudine,  Jonathan trova spesso consolazione nello specchio, una entità che assume quasi un carattere mistico, grazie alla quale il ragazzo può costruire intorno a se stesso l'immagine che desidera: un mondo fantastico in cui tutto ruota intorno al suo volere.
In questo scenario di emarginazione e degrado, Jonathan cresce fino a quando, un giorno, avviene qualcosa che sconvolgerà la sua vita per sempre. Michael, infatti, muore tragicamente dopo essere stato vittima di uno sfortunato incidente stradale. Da quel momento per Jonathan inizia un periodo di crisi durante il quale il ragazzo comincia ad abbandonarsi ad un circolo di alcolismo e ribellione. Un giorno, però, scopre nella vetrina di un negozio una sfavillante chitarra elettrica. Improvvisamente, Jonathan capisce che rifugiarsi nella musica potrebbe essere la sua salvezza, il modo migliore per esprimere il suo disagio ed imparare a combattere i suoi problemi. Una volta acquistata la chitarra, Jonathan scopre un talento del quale non aveva neppure sospettato l'esistenza. In breve tempo diviene un ottimo musicista e comincia a scrivere canzoni, dedicando anima e corpo alla sua nuova passione.
Resosi conto della qualità dei suoi lavori, il ragazzo decide un giorno di scappare di casa per dirigersi in una grande città con la speranza che qualcuno lo noti. Per due lunghi anni Jonathan vive alla giornata, mendicando per le strade e suonando canzoni di fronte ad uno smisurato pubblico di passanti distratti. In un giorno come tanti, alla fine, Jonathan incontra un uomo d'affari di nome Charlie, che sostiene d'essere molto interessato alla sua musica. L'uomo, infatti, si rivela essere il presidente di una delle maggiori case discografiche internazionali. 
Charlie offre a Jonathan un contratto al quale il ragazzo non può dire di no. Qualche giorno più tardi Jonathan viene presentato anche ad Alex Rodman, un manager emergente dotato di enorme talento, che da quel momento in poi avrebbe avuto l'incarico di occuparsi dei suoi affari. Nel giro di poche settimane il giovane inizia a lavorare sul suo primo disco insieme ai migliori professionisti del settore.
Mesi dopo, poco prima del giorno in cui il suo primo album avrebbe dovuto debuttare nei negozi, il ragazzo incontra sul ciglio della strada una zingara. Incuriosito dalla visione, Jonathan attira la sua attenzione. La zingara gli si avvicina e gli domanda se per caso fosse interessato a conoscere il proprio futuro mediante la lettura dei tarocchi. Jonathan acconsente e la zingara inizia quindi a raccontare i dettagli del suo passato e del suo presente, interpretando le carte con maestria. Ad un certo punto però, arrivato il momento di scoprire il futuro di Jonathan, la zingara si interrompe con orrore. Il ragazzo la prega di proseguire e lei gli rivela che il futuro non ha in serbo niente di buono per lui. La zingara gli confida di avere avuto la visione di un eroe che cade in disgrazia. Subito dopo lo ammonisce: "Attento a ciò che desideri, perché potrebbe realizzarsi davvero."
Col passare del tempo il primo album di Jonathan diviene un successo intercontinentale. Il ragazzo triste e sconsolato che aveva avuto una infanzia d'inferno si trova così proiettato in un mondo di ricchezza, denaro e ambizione. Jonathan Aaron Steel si è ormai del tutto trasformato nell'idolo delle folle, il solo ed unico "The Crimson Idol". 
Una sera, durante una festa mondana, Jonathan viene avvicinato da un tizio che gli dice di chiamarsi Doctor Rockter. Sotto la sua guida, il giovane musicista viene a conoscenza di uno stile di vita nel quale droga e perdizione non sono altro che semplici passatempi. Per i tre anni seguenti, Jonathan rimane letteralmente schiavo delle sostanze stupefacenti, arrivando quasi al punto di perdere se stesso. Anche lo specchio, che era rimasto il suo unico confidente da quando suo fratello Michael se n'era andato, inizia progressivamente a perdere il suo ascendente su Jonathan che, sempre più distratto e allucinato, viene addirittura minacciato da Alex Rodman di essere scaricato dall'etichetta discografica. Ma nel momento in cui il suo manager lo redarguisce, Jonathan viene illuminato da una visione. Si rende conto di quanto schifosamente falso sia il successo per cui ha faticato negli ultimi anni. Si rende conto di quanto ipocrita sia l'universo che gli gravita intorno. E soprattutto si rende conto che l'unica cosa per la quale veramente sarebbe valso la pena soffrire è anche l'unica cosa che davvero gli manca: l'amore e l'affetto delle persone care.
Dopo ore ed ore passate in silenzio, chiuso nella solitudine della sua lussuosa dimora, Jonathan decide infine di fare una telefonata. Sono trascorsi anni da quando ha lasciato i suoi genitori, così decide di mettersi in contatto con la sua vecchia famiglia. Quasi incapace di proferir parola per l'emozione, tutte le sue aspettative di conforto ed apprensione vengono tristemente vanificate dalle parole di sua madre. La conversazione rimane fredda, il tono della voce distaccato. La frase di congedo, un vero e proprio colpo di grazia con il quale Elizabeth Steel lascia Jonathan in balia del suo crudele destino è "Noi non abbiamo nessun figlio."
Qualche giorno più tardi, subito dopo la fine di un concerto, il corpo del mitico "The Crimson Idol" viene trovato privo di vita in un camerino, impiccato alle corde di quella stessa chitarra che tante emozioni gli aveva donato. Una delle più grandi stelle nascenti della storia della musica era ormai caduta dal cielo della notte, avendo smesso per sempre di brillare.

### Personaggi principali della storia
- Jonathan Aaron Steel, il protagonista della vicenda, anche detto "The Crimson Idol"
- Michael Steel, il fratello del protagonista
- Chainsaw Charlie, il presidente di una delle maggiori case discografiche del mondo
- Alex Rodman, il manager che viene incaricato di fare da guida a Jonathan
- The Gypsy Queen, la zingara che predice il triste futuro di Jonathan
- Doctor Rockter, uno spacciatore di droga, tra i responsabili della rovina di Jonathan

### Elementi ricorrenti nella storia
- The Mirror (lo Specchio): l'altare a cui si professa la vanità dell'uomo. Durante lo svolgimento della trama, lo Specchio è visto quasi come una "creatura soprannaturale" capace di generare un mondo illusorio intorno all'immagine di coloro che ne fanno uso. Interagisce più e più volte con Jonathan, fino a metterne in luce i più oscuri meandri della personalità.
- The Four Doors of Doom (le Quattro Porte del Destino): le più potenti emozioni che guidano l'animo del protagonista attraverso la sua triste infanzia. Nell'ordine sono
  - La Depressione - il mio nemico (Depression - my enemy)
  - La Paura - il mio amico (Fear - my friend)
  - L'Odio - il mio amante (Hatred - my lover)
  - La Rabbia - benzina per il mio fuoco (Anger - fuel for my fire)
- The Arena of Pleasure (l'Arena del Piacere): la periferia della grande città in cui Jonathan trascorre due anni come un vagabondo, in attesa di essere scoperto da qualcuno.
- The New Morgue (il Nuovo Obitorio): il circolo di affari che ruota intorno al mondo della musica. A causa di esso si raggiunge l'apoteosi della commercializzazione, una condizione in cui la musica come arte viene totalmente annichilita. Il personaggio di Chainsaw Charlie, nella storia, viene presentato come una sorta di mostro grottesco che trae tutto il suo potere proprio da questo malsano ambiente.
- The King of Mercy (il Re della Misericordia): il suicidio, che cancella ogni sofferenza. Jonathan strappa le corde alla sua chitarra e ne crea un cappio con il quale si impicca.

## Tracce
1. "The Titanic Overture" (Blackie Lawless) – 3:23
2. "The Invisible Boy" (Lawless) – 4:04
3. "Arena of Pleasure" (Lawless) – 4:06
4. "Chainsaw Charlie (Murders in the New Morgue)" (Lawless) – 7:36
5. "The Gypsy meets the Boy" (Lawless) – 4:08
6. "Doctor Rockter" (Lawless) – 3:43
7. "I am One" (Lawless) – 4:27
8. "The Idol" (Lawless) – 5:20
9. "Hold on to my Heart" (Lawless) – 4:14
10. "The Great Misconceptions of Me" (Lawless) – 9:29

### Tracce bonus (rimasterizzazione del 1998)
1. "Phantoms in the Mirror" (Lawless)
2. "The Eulogy" (Lawless)
3. "When the Levee breaks" (Led Zeppelin cover)
4. "The Idol" (live acoustic)
5. "Hold on to my Heart" (live acoustic)
6. "I am One" (live at Donington 1992)
7. "Wild Child" (Lawless / Holmes)

(live at Donington 1992)
1. "Chainsaw Charlie (Murders in the New Morgue)" (live at Donington 1992)
2. "I Wanna be Somebody" (live at Donington 1992)
3. "The Invisible Boy" (live at Donington 1992)
4. "The Real Me" (live at Donington 1992)
5. "The Great Misconceptions of Me" (live at Donington 1992)
6. "The Story of Jonathan" (Lawless)

## Set List per i concerti del Crimson Idol Tour '92
1. Intro (The Titanic Overture)
2. The Invisible Boy
3. The Real Me
4. L.O.V.E. Machine
5. Chainsaw Charlie (Murders in the New Morgue)
6. Wild Child
7. I am One
8. The Idol
9. The Headless Children
10. The Great Misconceptions of Me
11. I Wanna be Somebody
12. Blind in Texas

## Formazione
- Blackie Lawless - voce, chitarra, basso, tastiere
- Bob Kulick - chitarra, coro
- Frankie Banali - batteria
- Stet Howland - batteria, coro

## Singoli tratti dall'album
- "Chainsaw Charlie (Murders in the New Morgue)"
- "The Idol"
- "I am One"
- "Hold on to my Heart"